# Ezri Konsa
Ezri Ngoyo Konsa (* 23. října 1997 Newham) je anglický profesionální fotbalista, který hraje na pozici středního obránce za anglický klub Aston Villa FC. Je také bývalým anglickým mládežnickým reprezentantem.

## Klubová kariéra

### Charlton Athletic
Konsa je odchovancem anglického klubu Charlton Athletic FC. Svoji první profesionální smlouvu s klubem podepsal v prosinci 2015.
Konsa se dostal do A-týmu v létě 2016 a svůj debut si odbyl 9. srpna 2016 při výhře 1:0 nad Cheltenham Townem v EFL Cupu. Díky svým výkonům se stal nejlepším mladým hráčem klubu v sezóně 2016/17. V březnu 2017 podepsal novou tříletou smlouvu.

### Brentford
Dne 12. června 2018 Konsa přestoupil do druholigového Brentfordu za částku okolo 2,5 milionu euro, kde podepsal tříletou smlouvu. Byl stabilním členem základní sestavy po celou sezónu 2018/19. Svoji první branku v kariéře vstřelil v posledním zápase sezóny, když 5. května 2019 se trefil do sítě Prestonu North End.

### Aston Villa
Dne 11. července 2019 se Konsa přesunul do birminghamského klubu Aston Villa FC, který zrovna postoupil do Premier League. V klubu se sešel s Deanem Smithem, který jej trénoval v Brentfordu. Při svém debutu v dresu Aston Villy, 27. srpna 2019 v zápase EFL Cupu proti Crewe Alexandra, přispěl brankou k výhře 6:1. V anglické nejvyšší soutěži Konsa debutoval 5. října 2019, když odehrál posledních 15 minut utkání proti Norwichi City. Svůj první gól v Premier League vstřelil 16. července 2020, a to při remíze 1:1 proti Evertonu. 5. prosince 2021 vstřelil Konsa dvě branky při výhře 2:1 nad Leicesterem City, stal se tak prvním obráncem Aston Villy, který vstřelil dvě branky v zápase Premier League od roku 2010.

## Statistiky
K 16. červenci 2024
| Klub              | Sezóna  | Liga           | Liga   | Liga | FA Cup | FA Cup | EFL Cup | EFL Cup | Ostatní | Ostatní | Celkem | Celkem |
| Klub              | Sezóna  | Liga           | Zápasy | Góly | Zápasy | Góly   | Zápasy  | Góly    | Zápasy  | Góly    | Zápasy | Góly   |
| ----------------- | ------- | -------------- | ------ | ---- | ------ | ------ | ------- | ------- | ------- | ------- | ------ | ------ |
| Charlton Athletic | 2015/16 | Championship   | 0      | 0    | 0      | 0      | 0       | 0       | —       | —       | 0      | 0      |
| Charlton Athletic | 2016/17 | League One     | 32     | 0    | 2      | 0      | 0       | 0       | 2       | 0       | 36     | 0      |
| Charlton Athletic | 2017/18 | League One     | 41     | 0    | 2      | 0      | 2       | 0       | 2       | 0       | 47     | 0      |
| Charlton Athletic | Celkem  | Celkem         | 73     | 0    | 4      | 0      | 2       | 0       | 4       | 0       | 83     | 0      |
| Brentford         | 2018/19 | Championship   | 42     | 1    | 4      | 0      | 1       | 0       | —       | —       | 47     | 1      |
| Aston Villa       | 2019/20 | Premier League | 25     | 1    | 0      | 0      | 6       | 1       | —       | —       | 31     | 2      |
| Aston Villa       | 2020/21 | Premier League | 36     | 2    | 0      | 0      | 1       | 0       | —       | —       | 37     | 2      |
| Aston Villa       | 2021/22 | Premier League | 29     | 2    | 1      | 0      | 1       | 0       | —       | —       | 31     | 2      |
| Aston Villa       | 2022/23 | Premier League | 38     | 0    | 0      | 0      | 1       | 0       | —       | —       | 39     | 0      |
| Aston Villa       | 2023/24 | Premier League | 35     | 1    | 2      | 0      | 1       | 0       | 12      | 0       | 50     | 1      |
| Aston Villa       | Celkem  | Celkem         | 205    | 7    | 7      | 0      | 11      | 1       | 12      | 0       | 235    | 8      |
| Celkem            | Celkem  | Celkem         | 278    | 7    | 11     | 0      | 13      | 1       | 16      | 0       | 318    | 8      |

## Ocenění

### Klubová

#### Aston Villa
- EFL Cup: 2019/20[15]

### Reprezentační

#### Anglie U20
- Mistrovství světa do 20 let: 2017[16]

#### Anglie U21
- Toulon Tournament: 2018[17]

#### Anglie
- Euro 2024

### Individuální
- Mladý hráč roku Charltonu Athletic: 2016/17[5]